# 선감학원

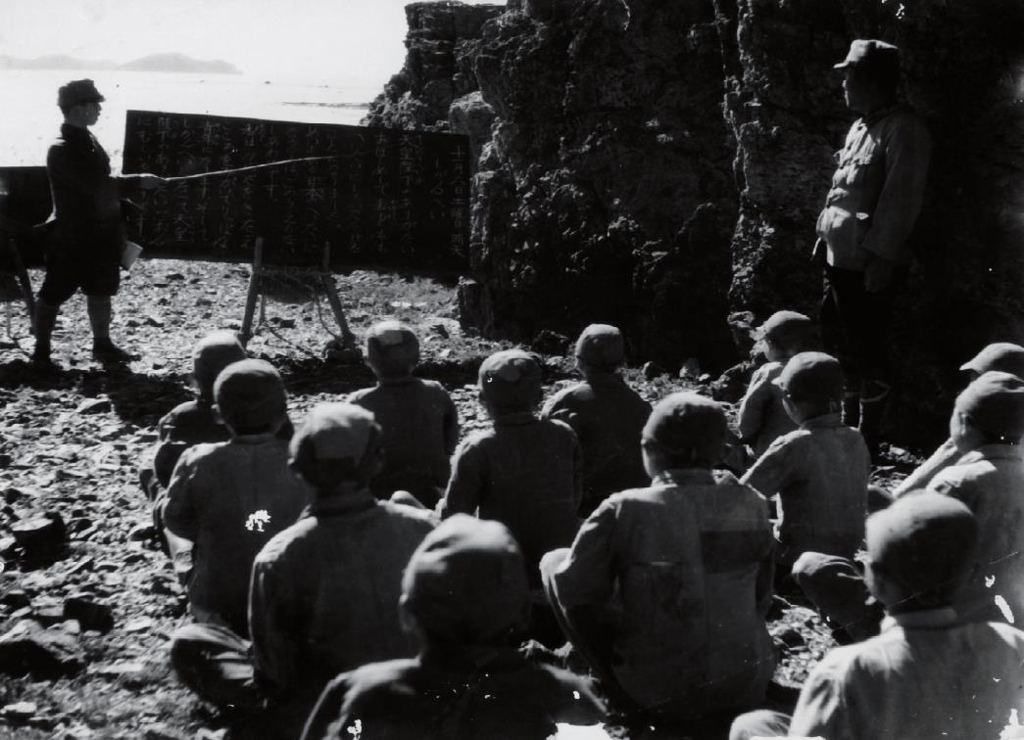
1943년 선감학원 야외교육 장면

선감학원(仙甘學園)은 경기도 안산시 단원구 선감동의 섬인 선감도에 위치했던 소년 수용소이다.
일제강점기 말기인 1941년 10월 조선총독부 지시에 의해 당시 경기도 부천군 대부면의 선감도에 세워져 1942년 4월에 처음으로 200명의 소년이 수용되었고, 이후 대한민국 제5공화국 초기인 1982년까지 40년 동안 운영되었다.
원아대장에 따르면 인원이 4,691명에 달하였다.

## 수용 피해자
수용 피해 아동은 약 4천7백 명에 달한다.
- 이대준 (2020년 1월 15일 사망)
- 혜법스님 (생존)
- 허일용 (생존)
- 한일영 (생존)
- 김영배 (생존)
- 김성곤 (생존)
- 김성환 (생존)
- 임용남 (생존)
- 배명기 (생존)
- 류규석 (사망)
- 김순환 (생존)

## 관련 매체
- 선감도 - 2000년작 문화방송의 드라마
- 2017년 SBS 시사보도 프로그램 뉴스토리 154회 <선감학원 그곳은 지옥이었다>
- 2020년에 《그것이 알고싶다 - 광복절특집 사라진 아이들과 비밀의 섬 선감학원의 진실》의 사건에 관한 재구성한 탐사보도 프로그램이다.
- 2024년 SBS <꼬리에 꼬리를 무는 그 날 이야기 124회 - 지옥을 경험한 아이들> 사건을 재구성하고 생존한 피해자들의 억울함을 제보한 프로그램.

## 같이 보기
- 우범소년
- 선감도 (드라마)